# Eaton (New York)
Eaton város az USA New York államában, Madison megyében. Lakosainak száma 4284 fő (2020. április 1.).

## Népesség
A település népességének változása:

| 2010 | 5 255 |
| 2020 | 4 284 |